# Lijst van oorlogsmonumenten in Hulst
De Nederlandse gemeente Hulst heeft 5 oorlogsmonumenten. Hieronder een overzicht.
| Nr.                             | Object               | Herdachte groep | Ontwerper                                           | Onthulling | Type            | Locatie                              | Plaats        | Coördinaten                  | Foto              |
| ------------------------------- | -------------------- | --- | --------------------------------------------------- | ---------- | --------------- | ------------------------------------ | ------------- | ---------------------------- | ----------------- |
| 1704                            | Bevrijdingsplaquette | algemeen, geallieerde militairen |                                                     |            | plaquette       | Grote markt 21, 4560 AA              | Hulst         | 51° 16' 47" NB, 4° 3' 13" OL |                   |
| 1705                            | De Gevallen Krijger  | algemeen, burgerslachtoffers | Guido Metsers                                       | 1969       | beeld/sculptuur | Glacisweg, 4561 HG                   | Hulst         | 51° 17' 2" NB, 4° 3' 16" OL  |                   |
| 1706                            | Verzetsplaquette     | verzet Nederland |                                                     |            | plaquette       | Grote Markt 21, 4560 AA              | Hulst         | 51° 16' 47" NB, 4° 3' 13" OL |                   |
| 1954                            | Oorlogsmonument      | militairen in dienst van het Ned. Kon. na 1945, militairen in dienst van het Ned. Kon. 1940-1945, burgerslachtoffers, vervolgden Nederland |                                                     |            | plaquette       | Hof te Zandeplein, 4587 CK           | Kloosterzande | 51° 21' 59" NB, 4° 1' 16" OL |                   |
| 2471                            | Oorlogsmonument      | algemeen, burgerslachtoffers | Natuursteenbedrijf Ferket & De Maat BV (uitvoering) |            | plaquette       | Dorpsplein, 4569 AL                  | Graauw        | 51° 19' 50" NB, 4° 6' 16" OL |                   |
| Dit oorlogsmonument op Wikidata | Stolpersteine        | vervolgden Nederland | Gunter Demnig                                       |            | reliëf          | Zie Lijst van Stolpersteine in Hulst | Hulst         |                              | Meer afbeeldingen |

Borsele ·
Goes ·
Hulst ·
Kapelle ·
Middelburg ·
Noord-Beveland ·
Reimerswaal ·
Schouwen-Duiveland ·
Sluis ·
Terneuzen ·
Tholen ·
Veere ·
Vlissingen